# Psychoda fasciata
Psychoda fasciata és una espècie d'insecte dípter pertanyent a la família dels psicòdids.

## Descripció
- El mascle fa 0,86 mm de llargària a les antenes, mentre que les ales, amb franges, li mesuren 1,25 de longitud i 0,55 d'amplada.
- Les antenes del mascle presenten 15 segments (el núm. 14 és una mica més petit que el 15 i està parcialment fos al 13).
- Ulls separats.
- L'extrem de les antenes és similar al de Psychoda platalea.
- La femella no ha estat encara descrita.[2]

## Distribució geogràfica
Es troba a les illes Filipines: Mindanao.